# Asynchroon uitkomen
Asynchroon uitkomen van eieren is het verschijnsel, waarbij de eieren in een nest ongelijktijdig uitkomen, dat wil zeggen met een tijdsverschil van meer dan 12 uur tussen het eerste en het laatste ei.
Bij de meeste roofvogels en uilen is de tijdsafstand tussen het leggen van de verschillende eieren twee dagen of langer. Ook begint het vrouwtje  direct te broeden, nadat ze het eerste ei heeft gelegd. De jongen verschillen zodoende gewoonlijk duidelijk in grootte. De jongsten (en dus kleinsten) hebben het meestal moeilijk om zich tegenover hun grotere broertjes/zusjes staande te houden. Ze sterven daarom vaak nog in het nest. Dit lijkt meedogenloos, maar het heeft wel degelijk zin. Namelijk, dat bij schaars voedselaanbod, de natuur liever inzet op enkele sterke jongen, dan op meer zwakken die weinig kans maken.